# Száraz és félszáraz sziklai és pusztai gyepek
Száraz és félszáraz sziklai és pusztai gyepeknek (Festuco–Brometea Br-Bl. et R. Tx. ex Klika et Hadač, 1944) a pionír és száraz gyepek egyik társulástani osztályát nevezzük.
A délkelet-európai száraz gyepek rendszerint nagyon fajgazdag, túlnyomórészt mészkedvelő növénytársulások. Ennek megfelelően többnyire karbonátos kőzeteken (mészkő, dolomit, lösz, meszes homokkő, pannon agyag) vagy bázikus (esetleg intermedier) kémhatású mállástermékeket produkáló magmás kőzeteken (andezit, bazalt, gabbró, szerpentin, diabáz) alakulnak ki. Társulásai a mi éghajlatunkon a természetes erdőfoltokkal váltakozva lehetnek a klimax erdős sztyepp formáció részei, ha az éves csapadék 550 mm-nél kevesebb; nedvesebb éghajlaton extrazonális vagy edafikus körülmények között tenyésznek. Az idetartozó növénytársulásoknak három nagy rendjét soroljuk ide:
- szubkontinentális sziklagyepek (Stipo pulcherrimae – Festucetalia pallentis),
- szubkontinentális sztyepprétek (Festucetalia valesiacae),
- szubmediterrán száraz és félszáraz gyepek (Brometalia erecti).

Karakterfajai:
- tavaszi hérics (Adonis vernalis),
- ágas homokliliom (Anthericum ramosum),
- bunkós hagyma (Allium sphaerocephalon),
- ebfojtó müge (Asperula cynanchica),
- tömött zabfű (Avenula compressa),
- réti zabfű (Avenula pratensis),
- tavaszi sás (Carex caryophyllea),
- korai sás (Carex praecox),
- selymes zanót (Chamaecytisus ratisbonensis),
- magyar szegfű (Dianthus pontederae),
- homoki pimpó (Potentilla arenaria),
- egyenes pimpó (Potentilla recta),
- vörösszárú pimpó (Potentilla heptaphylla),
- sarlós lucerna (Medicago falcata),
- koloncos legyezőfű (Filipendula vulgaris),
- közönséges napvirág (Helianthemum ovatum),
- rekettyelevelű gyújtoványfű (Linaria genistifolia),
- csilláros ökörfarkkóró (Verbascum lychnitis),
- leánykökörcsin (Pulsatilla grandis),
- réti zsálya (Salvia pratensis),
- hasznos tisztesfű (Stachys recta),
- karcsú fényperje (Koeleria cristata),
- pusztai csenkesz (Festuca rupicola),
- több szádorgó faj:
  - Orobanche alsatica,
  - Orobanche caryophyllacea,
  - Orobanche elatior,
  - Orobanche teucrii,
  - Orobanche gracilis stb.,
- sima komócsin (Phleum phleoides),
- karcsú perje (Poa angustifolia),
- tarka koronafürt (Securigera varia),
- tejoltó galaj (Galium verum),
- szürkés ördögszem (Scabiosa canescens),
- vajszínű ördögszem (Scabiosa ochroleuca),
- mezei aggófű (Tephroseris integrifolia),
- vastövű imola (Centaurea scabiosa),
- töviskés imola (Centaurea spinescens),
- budai imola (Centaurea sadleriana).